# El Espino (Panamá)
El Espino es un corregimiento del distrito de San Carlos en la provincia de Panamá Oeste, República de Panamá. La localidad tiene 1.847 habitantes (2010).